# Chaseella pseudohydra
 Chaseella  es un género de orquídeas epifitas y que comprende una sola especie: Chaseella pseudohydra Summerh.. Es originario de África tropical.

## Distribución y hábitat
Se distribuye por Kenia, Zimbabue y Zambia en las ramas de los bosques de secano en las elevaciones de alrededor de 2000 metros.

## Descripción
Es una orquídea de tamaño pequeño que prefiere clima fresco, es epífita y está relacionada con el género Bulbophyllum.  Tiene un rizoma largo y delgado de 2 a 2.5 cm de longitud con pseudobulbo  amarillento -verdoso que tiene 6 a 11 hojas apicales, en una espiral, lineales, rígidas. Florece sobre una inflorescencia basal con 1 a 2 flores pequeñas y  rojizas. La floración se produce,como las hojas,  en la primavera.

## Taxonomía
Chaseella pseudohydra fue descrita por Victor Samuel Summerhayes   y publicado en Kirkia 1: 89. 1961.
Etimología
Su nombre significa la "Chaseella falsa hydra" (por la apariencia de las hojas).